# Georg Everhard Rumphius

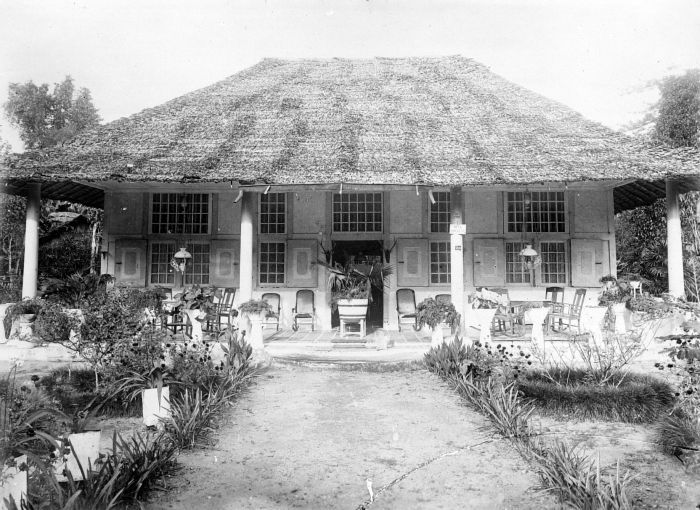
Het voormalige huis van Rumphius op Ambon, gefotografeerd tussen 1910 en 1920

Georgius Everhardus Rumphius, eigenlijk Georg Eberhard Rumpf (Wölfersheim (Graafschap Solms, tegenwoordig Wetteraukreis, Hessen), 1627 – kasteel Victoria, Ambon (Molukken), 13 of 15 juni 1702) was een Duits militair, architect, geograaf en koopman, die echter vooral vanwege zijn werk als botanicus faam geniet. Hij verbleef 49 jaar op Ambon en is de auteur van onder meer Het Amboinsche kruidboek.

## Leven
Rumphius was de zoon van een architect. De broer van zijn moeder was gouverneur in Kleef. In 1646 nam hij dienst bij de West-Indische Compagnie (WIC) om in Nederlands-Brazilië te vechten voor het behoud van de kolonie. Rumphius werd aan boord van het schip de ‘Swarte Raef ’ door de Portugezen gevangen genomen en naar Portugal opgebracht. Hij was tot 1649 krijgsgevangene in Portugal. Na een bezoek aan zijn familie in Hanau tekende hij opnieuw, ditmaal als adelborst bij de Vereenigde Oostindische Compagnie (VOC). In 1653 kwam Rumphius in Batavia aan en ging vervolgens naar de zuidelijke Molukken met de militaire expeditie van Arnold de Vlamingh van Outshoorn. Deze benoemde hem in 1655 tot vaandrig. Na afloop van de expeditie kwam hij in het garnizoen van Kasteel Victoria op Ambon waar hij de derde militair in rang was. In 1657 werd hij benoemd tot ingenieur. 
Het leven als militair beviel Rumphius echter niet en hij vroeg de gouverneur Jacob Hustaert of hij in administratieve dienst kon komen. Deze benoemde hem later dat jaar tot onderkoopman en hoofd van Larike, een afgelegen post aan de noordkust van Ambon, waar het leven duur was en weinig te beleven viel. Hij trouwde er met een vrouw van mogelijk half Chinese afkomst. Rumphius begon de natuur rondom hem te bestuderen, te beginnen met de klapperboom, het geslacht Areca en fruitbomen zoals de doerian. Hij bestudeerde de taal en leerde van de plaatselijke bevolking over het medicinale gebruik van planten. In 1662 reisde hij op en neer naar de Banda-eilanden. Hij besloot een boek te schrijven over de natuur op de 'specerijen-eilanden'. In 1668 vroeg hij een soort van sabbatical aan. Twee jaar later werd hij blind, maar dat weerhield hem er niet van om door te werken. Hij kreeg een klerk en vier tekenaars tot zijn beschikking en ook zijn vrouw assisteerde hem.
Op 17 februari 1674 werden Ambon en de omringende eilanden getroffen door een tsunami als gevolg van een zeebeving in de Bandazee. De golf die de kust van de eilanden volledig verwoestte, zou minstens drie meter meter hoog zijn geweest. De kerk van dominee François Caron kon niet meer gebruikt worden. De ramp kostte minstens 2.243 mensen het leven. De botanicus verloor zijn vrouw en een kind.
Rumphius genoot de bescherming van diverse gouverneurs-generaal van de VOC. Joan Maetsuycker gaf hem de garantie dat hij zijn 'curieuse studiën' kon voortzetten. Rijklof van Goens stuurde hem personeel om het werk af te makenen ook Isaac de l'Ostal de Saint-Martin was een van zijn beschermers. De botanische activiteiten van Rumphius waren inmiddels in Europa bekend geworden en rond 1680 werd hij tot lid benoemd van het Deutsche Akademie der Wissenschaften Leopoldina, een zeer vooraanstaand wetenschappelijk genootschap.
In 1687 was hij bijna klaar met de voorbereiding van de publicatie van 'Het Amboinsche kruidboek', maar bij een brand werden alle tekeningen verwoest. In 1688 nam de compagnie een kunstenaar en Rumphius' zoon in dienst om de botanicus te helpen. In 1690 werden zes van de uiteindelijk twaalf delen naar Batavia verscheept en daar uitgegeven. Het werk van 1661 foliobladen werd naar de Republiek verscheept, maar het schip "Waterland" ging in een zeegevecht bij Bordeaux verloren. Gouverneur-generaal Johannes Camphuys had in Batavia kopieën laten maken en zo lukte het om, nadat een embargo van de VOC eindelijk was opgeheven en er geld beschikbaar kwam, het kruidboek in 1741 als een geheel uit te geven. Het werk legde de basis voor het wetenschappelijk onderzoek naar de flora en fauna van de Molukken en de zee eromheen.
Rumphius begon aan een mineralogische studie van eilanden in de archipel. Hij stuurde een verzameling Molukse schelpen naar Cosimo III de' Medici.
In 2005 vernoemde Amsterdam de Rumphiusstraat (een straat zonder bebouwing) naar hem. De Nederlandsche Dok en Scheepsbouw Maatschappij (NSM) had in 1908 al een schip naar hem vernoemd: het ss Rumphius (1908-1937).

## Werken
- Amboinsche Rariteitkamer - over schelpen en andere curiosa (verscheen postuum in 1705)
- Het Amboinsche kruidboek
- Amboinsche Historie
- Amboinsche Lant-beschrijvinge - geografie
- Amboinsch Dierboek - verloren gegaan